# Coprinus plicatilis
Coprinus plicatilis (Curtis) Fr., Epicrisis systematis mycologici (Uppsala): 252 (1838) [1836]

## Descrizione della specie
Cappello
Cilindrico-ovoidale, campanulato, poi convesso, appianato e compresso al centro; giallo-ocraceo la parte centrale, grigia, farinosa, plicato-striata la parte periferica; 2-4 cm di diametro.
Lamelle
Sottili, tenere, color rosa poi grigio e infine nere non deliquescenti; inserite su un disco, dalla parte alta del gambo.
Gambo
Bianco-pallido, sericeo-lucente, sottile, base bulbosa.
Carne
Insignificante.
- Odore e sapore: praticamente nulli.

Microscopia
Spore11-12 x 8-9 µm, ellittiche, o a mandorla, nere in massa.
Basidi20-42 x 9-12 µm, tetrasporici.
Pleurocistidi60-100 x 22-35 µm, utriformi o subcilindrici.
Cheilocistidi40-90 x 16-28 µm, utriformi or sublageniformi con collo lungo 6-15 µm, a volte ellissoidi.
Giunti a fibbiapresenti.

## Habitat
Fruttifica in primavera-autunno, nei prati, ai margini di sentieri e strade boschive. 

## Commestibilità
Scarsa oppure senza valore.

Può essere consumato ma è sconsigliato.

## Etimologia
Dal latino plicatus = piegato, per le vistose pieghettature del suo cappello.

## Sinonimi e binomi obsoleti
- Agaricus plicatilis Curtis, Fl. Londin.: 57 (1787)
- Parasola plicatilis